# Obléhání Paříže (1420)
Obléhání Paříže v roce 1420 skončilo dobytím města Burgunďany, spojenci anglického krále a znamenalo počátek anglické přítomnosti v Paříži během stoleté války.

## Historický kontext
Dne 29. května 1418 díky zradě jistého Perrineta Leclerca a za podpory řemeslníků a členů univerzity proti Karlu VI. ovládl Paříž burgundský kapitán Jean de Villiers, spojenec Angličanů.

## Průběh
10. září 1419, krátce po uzavřeném příměří, byl burgundský vévoda Jan I. zavražděn v Montereau. Zpráva se rychle rozšířila do Paříže, kde vyvolala odpor Burgunďanů. Ti pronásledovali Armagnaky. Problémy trvaly až do roku 1420. V dubnu byli Armagnaci vytlačeni mimo město.
29. dubna pařížský parlament jednohlasně schválil princip francouzsko-anglické mírové dohody, která otevřela cestu ke smlouvě z Troyes. Na počátku června anglické posádky ovládly pevnosti Bastilu a Louvre. Ve městě vznikla anglicko-burgundská vláda. Město se dostalo pod kontrolu anglického krále Jindřicha V.

## Následky
Vstup Burgunďanů do Paříže, kterým velel burgundský vévoda Filip Dobrý, a jejich anglických spojenců, kterým velel Jindřich V., znamenal počátek šestnáctileté nadvlády Burgunďanů a Angličanů nad hlavním městem. V roce 1427 obléhal město francouzský král Karel VII. a roku 1429 se také vojska Johanky z Arku snažila Paříž dobýt zpět, ale bez úspěchu.